# Sergius II
Sergius II, född i Rom, död 27 januari 847, var påve från januari 844 till sin död, 27 januari 847. 

## Biografi
Sergius var adlig, och tillhörde en släkt som även två andra påvar tillhörde. Utbildad vid schola cantorum, beskyddades han av flera påvar, och utnämndes till kardinalpräst av San Martin e San Silvester av Paschalis I. Under Gregorius IV:s pontifikat, hans närmaste företrädare på påvestolen, var han ärkepräst. Vid ett preliminärt möte om påvekandidater efter Gregorius död, godkändes Sergius namn av en majoritet; en mobb försökte emellertid sätta en diakon vid namn Johannes på påvestolen med våld. Denne diakon låstes in i ett kloster medan Sergius konsekrerades.
Från en version av Liber Pontificalis som inte är helt opartisk, finns uppgiften att Sergius var för glad i mat, för att ha någon smak för affärer, något han i stället överlät till sin bror Benedictus; vidare att han på grund av återkommande anfall av gikt var kroppsligen hjälplös och till sinnet lättirriterad. Hans bror var den egentlige makthavaren, och gjorde till sin egen angelägenhet att skaffa pengar. Allt detta står i skarp kontrast till den karaktär av Sergius som målas upp i andra versioner av Liber Pontificalis, och kan därför betraktas som överdrivna beskrivningar. 
Eftersom Sergius, efter ett ifrågasatt påveval, konsekrerades utan hänvisning till kejsar Lothar I, blev den senare indignerad och sände sin son Ludvig med en armé för att utreda om valet varit giltigt. Men Sergius lyckades göra Ludvig tillfreds, och krönte honom till kung. Han utsåg också kungens rådgivare biskop Drogo av Metz, till påvlig legat till Frankrike och Tyskland (844).
Sergius hann bevittna saracenernas plundring av Rom (846) innan han avled, en händelse som nästan slutade med att de belägrade staden. Fastän scholae i Rom gjorde motstånd mot inkräktarna, plundrade de Peterskyrkan och Paulusbasilikan, och staden Rom räddades uteslutande av sin stadsmur. 
Kyrkor, akvedukter och Lateranbasilikan restaurerades av Sergius, som vid sin död begravdes i Peterskyrkan.